# Ames-Florida House

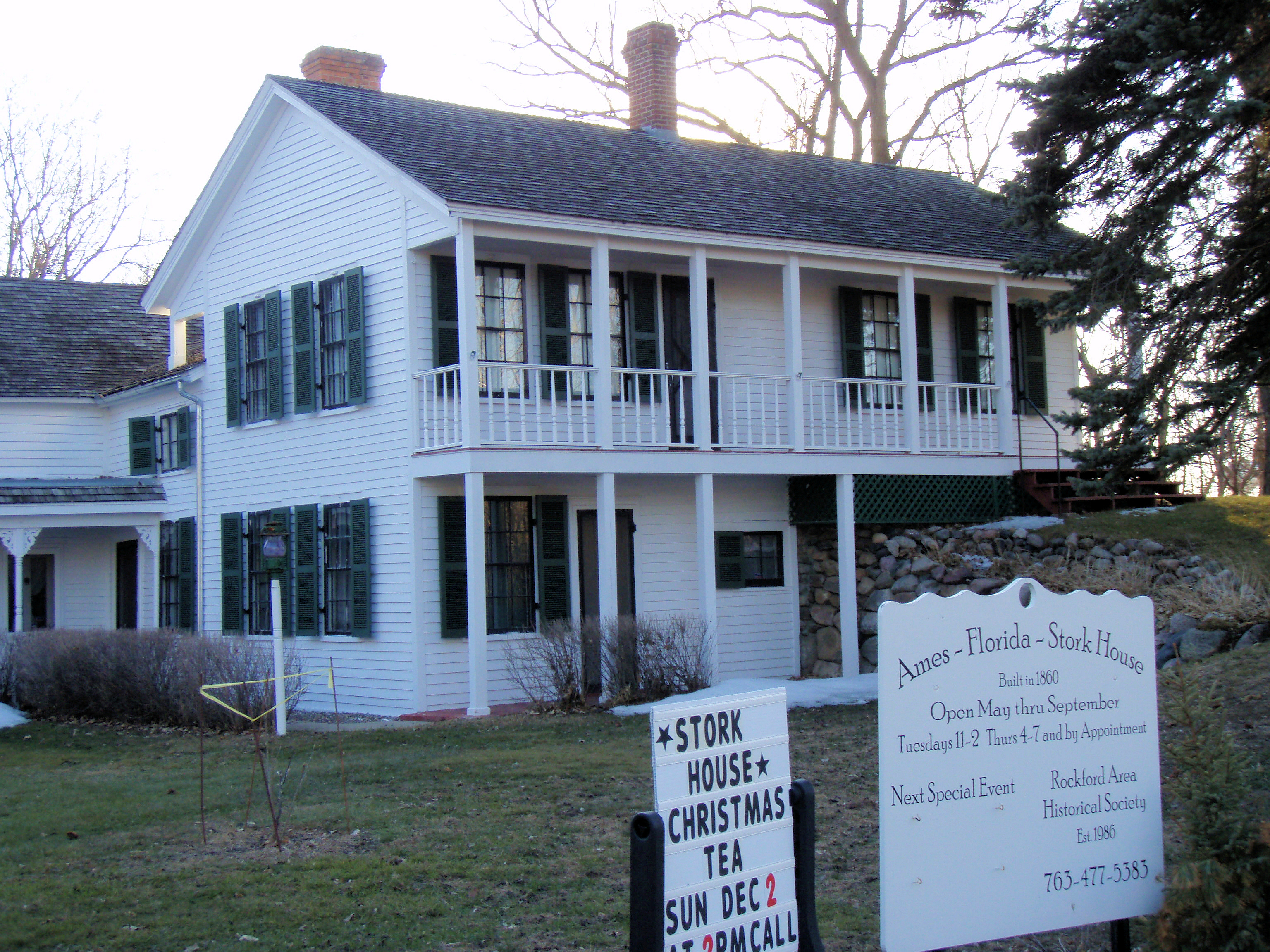
Ames-Florida House in Rockford, Minnesota

Das Ames-Florida House ist ein Haus am Crow River in Rockford, Minnesota. Es wurde 1856 von George F. Ames und seinem Schwager Joel Florida erbaut. Beide stammten aus Neuengland und waren mit dem Dampfschiff aus dem Norden von Illinois nach Minnesota gekommen. Auf der Fahrt trafen sie Guilford George, einen Zimmermann und Maschinenschlosser. Die drei Männer bildeten eine Partnerschaft und gründeten den Ort Rockford, der sich um eine Sägemühle und eine Getreidemühle gruppierte.
Das Haus ist eines der wenigen Häuser in Minnesota, welches als Fachwerkhaus gebaut wurde, bevor sich diese Konstruktionsweise in Mittleren Westen verbreitete. Fenster und Türen wurden an der Baustelle gefertigt, ebenso die Wandvertäfelungen im Innern, die aus dem auf dem Grundstück gefällten Bäumen gesägt wurden. Mehrere Möbelstücke entstanden ebenfalls mit Handwerkzeugen an dieser Stelle. Diese sind erhalten und werden in dem Haus gezeigt, das heute ein Museum ist.
Ames wohnte bis 1878 in dem Haus. Dann zog er sich aus dem Geschäft wegen gesundheitlicher Probleme zurück und verkaufte es mit seinen Anteilen an Joel Florida, der mit zwei seiner drei Schwestern, seiner Mutter und seiner Tante darin lebte, bis er 1936 starb. Die Eheleute Stork kauften es nach seinem Tod. Sie waren an historischen Gegenständen interessiert, erkannten die historische Bedeutung des Hauses und bemühten sich um die Erhaltung. Das Haus wurde 1986 der Stadt gestiftet und am 16. Oktober 1979 dem National Register of Historic Places hinzugefügt.